# Franco Cerri
Franco Cerri (Milano, 29 gennaio 1926 – Milano, 18 ottobre 2021) è stato un chitarrista italiano, considerato tra i più grandi e autorevoli chitarristi italiani nel campo del jazz.

## Biografia
Molto apprezzato a livello internazionale, ha lavorato al fianco di artisti come Django Reinhardt, Gorni Kramer, Chet Baker, Gerry Mulligan, Billie Holiday, Stéphane Grappelli, Lee Konitz, Dizzy Gillespie, George Benson, Tullio De Piscopo, Pino Presti, Jean-Luc Ponty.
Nel 1980 ha formato un duo con il pianista Enrico Intra, con il quale ha fondato a Milano la "Civica Scuola di Jazz".

### Gli inizi
Riceve la sua prima chitarra (costata 78 lire), in regalo dal padre, all'età di diciassette anni, ed inizia ad imparare a suonare da autodidatta; inizia nel frattempo a lavorare dapprima come muratore e poi come ascensorista presso la Montecatini, guadagnando undici lire al giorno.
Il riferimento per l'apprendimento della chitarra è il noto chitarrista Michele Ortuso, di cui studia la tecnica.
Durante la seconda guerra mondiale si esibisce in spettacoli per i lavoratori nei dopolavoro, insieme con alcune orchestrine, riuscendo a farsi notare per la sua notevole tecnica; in questo periodo ha la sua prima esibizione radiofonica a Radio Tevere, voce di Roma libera. Un programma radiofonico molto innovativo che scosse la monotonia della RSI divenendo il programma più seguito nel nord Italia, anche da molti antifascisti. La Radio, appoggiata dallo stesso Mussolini, fingeva di trasmettere da una stazione clandestina di Roma, mentre in realtà trasmetteva da Milano, sfuggendo alla censura e ottenendo così la massima libertà nelle scelte redazionali come la messa in onda di musica jazz o la diffusione di radiogiornali con notizie molto precise e realistiche.

### Con Gorni Kramer
La sua attività professionale come chitarrista iniziò nel 1945 con l'ingresso nell'orchestra di Gorni Kramer, a cui viene presentato dai componenti del Quartetto Cetra, che lo avevano ascoltato dal vivo: il suo debutto avvenne nello spettacolo Vento del nord, in cui suonava insieme a Giordano Bruno Martelli, Franco Mojoli, Carlo Zeme ed ovviamente lo stesso Kramer (alla fisarmonica).
Una delle prime canzoni che registrò fu La classe degli asini, per Natalino Otto: durante l'incisione il cantante genovese gli chiese a tradimento: "Cominciamo con l'interrogare il più intelligente. Tu, Franco Cerri, sai dirmi dove si trovano i Pirenei?"; il giovane chitarrista improvvisa una risposta, imitando la voce di Gilberto Govi, e risponde: "I Pirenei... I Pirenei si trovano, se si cercano. Ma, se non si cercano, no!".
Kramer decise di lasciare la battuta (con il coro di disapprovazione degli altri musicisti) nel disco, ed è rimasta anche in tutte le ristampe successive, fino a quelle su CD.
Sempre con la formazione di Kramer ebbe le prime sessioni di registrazione nei dischi incisi dai Cetra; nello stesso periodo suonò anche nell'orchestra di Giampiero Boneschi.
Negli anni seguenti ebbe modo di esibirsi insieme a molti grandi nomi del jazz, tra i quali, nel 1949, Django Reinhardt, che era stato uno dei musicisti che lo avevano influenzato musicalmente, e con cui suonò per due settimane al night club milanese Astoria, in trio con il violinista Stéphane Grappelli.

### Da solista
Nel 1950 conobbe il sassofonista Flavio Ambrosetti, con cui decise di formare un gruppo autonomo, il suo primo Franco Cerri Quintet, con cui iniziò ad incidere i primi dischi e ad esibirsi in tutta Europa, continuando a suonare con molti dei più grandi nomi del jazz mondiale, come Wes Montgomery, Chet Baker, Gerry Mulligan, Lee Konitz, Dizzy Gillespie.

Con Chet Baker nel 1962

Con Billie Holiday ebbe l'occasione di suonare nel 1958, quando la cantante, durante un'esibizione al Teatro Smeraldo di Milano venne fischiata da un pubblico di giovani e militari; venne quindi organizzato da alcuni uomini di cultura della città un concerto "riparatore" al Teatro Gerolamo, in cui la Holiday si esibì con il suo pianista Mal Waldron, con Gene Victory alla batteria e Cerri, in questa occasione, al contrabbasso.
Nel 1954 ebbe una parentesi nella sua carriera come attore e ballerino, lavorando con Renato Rascel nella commedia musicale Tobia, candida spia.
La Rai lo chiamò inoltre come conduttore di alcuni programmi divulgativi sul jazz per la neonata televisione italiana: ricordiamo tra gli altri Di jazz in jazz, Jazz primo amore, Il jazz in Italia e Il jazz in Europa, ed è proprio in queste occasioni che si mise in luce come showman oltre che come musicista, al punto da essere chiamato spesso come ospite ne Il Musichiere e in Buone vacanze.
Ebbe nuovamente un'esperienza come contrabbassista, suonando nel 1959 nel quartetto del clarinettista Aurelio Ciarallo (completato da Sal Martirano al pianoforte e da Gil Cuppini alla batteria); tra le altre esperienze con questo strumento quelle con Lee Konitz e quella, sempre nel 1959, con Chet Baker.
Nell'ottobre del 1966 debuttò negli Stati Uniti esibendosi al Lincoln Center di New York, ottenendo notevoli consensi anche presso i jazzisti americani.

### Session mane compositore
Franco Cerri condusse, oltre alla sua carriera come jazzista, anche quella di turnista in sala d'incisione, lavorando con molti degli artisti più rappresentativi della musica italiana.
Già nel 1950 suonò con Bruno Martino, e negli anni seguenti lavorò, tra gli altri, con Renato Carosone, Nuccia Bongiovanni, Flo Sandon's, Nicola Arigliano, Peter Van Wood e Johnny Dorelli.

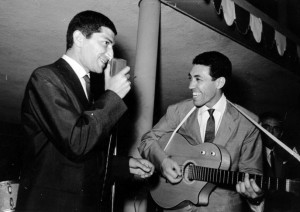
Franco Cerri (seduto) con Nicola Arigliano nel 1959

Negli anni successivi lavorò con Mina (ricordato e replicato dalla Rai in diverse occasioni anche un duetto interpretato dai due nel 1967 del classico di Jobim Corcovado) e Roberto Vecchioni.
Si dedicò inoltre alla composizione di canzoni, scrivendo, tra le tante, Mister Jackson per il Quartetto Cetra, Se mi vuoi e Stazione Termini per Bruno Martino, La riconoscerei tra mille e Passavo di qui per Nicola Arigliano; compose anche alcune musiche per spot pubblicitari.

### Gli anni settanta ed il proseguimento dell'attività
Negli anni settanta si prestò come attore in uno spot TV che pubblicizzava il noto detersivo per il bucato Bio Presto: Cerri compariva in piedi, inquadrato a mezzo busto, immerso in una vasca di vetro piena d'acqua fino al collo: divenne famoso come "l'uomo in ammollo".
Tra i vari gruppi jazz da lui guidati in questo periodo è da ricordare il Franco Cerri quartet, in cui suonarono anche, tra gli altri, Tullio De Piscopo, Angelo Arienti, Franco Bombino e Giorgio Azzolini.
Nel 1973 rinunciò al vecchio quartetto e, per dare nuova linfa alla sua musica, formò un nuovo complesso costituito da Nando De Luca al pianoforte, Pino Presti al basso elettrico, Giorgio Baiocco al sax e flauto, tenendo della vecchia formazione solo il batterista Tullio De Piscopo. Con questi musicisti si esibì in molte città italiane e fu al fianco del violinista jazz Stéphane Grappelli per una serie di concerti al Jazz Power di Milano (aprile 1973).
Per la Fabbri Editori realizzò, in collaborazione con il chitarrista classico Mario Gangi, un corso in 60 lezioni, che venne ristampato per 4 edizioni.
Nel 1975 condusse, insieme a Renato Sellani e al figlio Stefano Cerri (avuto nel 1952 dalla sua prima moglie, dalla quale si separò per sposare, nel 1973, la sua seconda moglie Marion, con cui ebbe un secondo figlio, Nicola) la trasmissione Angeli e Cornacchie, tre puntate per la regia di Enzo Trapani.
Dal 1977 al 1979 fu ospite fisso, insieme a Nicola Arigliano, nella trasmissione televisiva di cabaret Non stop.

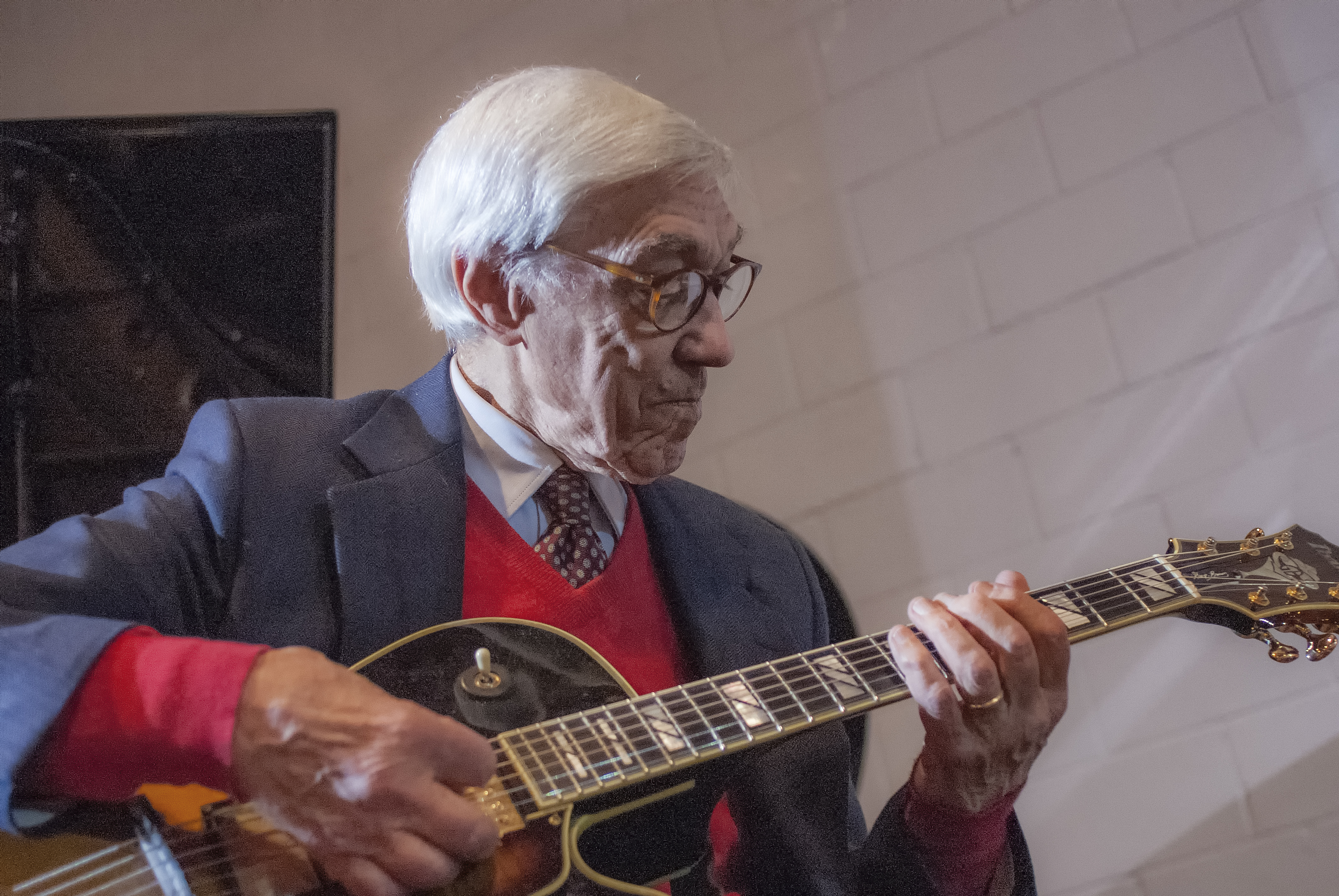
Franco Cerri Auditorium "Stefano Cerri" Milano 21/10/2015

Formò poi nel 1980 un duo con il pianista Enrico Intra, con il quale realizzò numerose incisioni; non abbandonando però la musica leggera, e nel 1990 suonò nell'album A briglia sciolta di Caterina Valente, mentre nel 2005 è tornato al Festival di Sanremo 2005 accompagnando Nicola Arigliano insieme ad Antonello Vannucchi, tastierista dei Marc 4.
Il 15 febbraio 2013 fu guest al Festival di Sanremo, al fianco di Simona Molinari e Peter Cincotti, nell'esecuzione di Tua, canzone divenuta celebre grazie all'interpretazione di Jula de Palma al Festival del 1959.
Nel 2014, per Il Musichione di Rai 2, eseguì una versione swing di Vattene amore assieme a Elio e le Storie Tese e Mietta, interprete originaria del celebre brano.
Sempre attento alla didattica, contribuì negli anni presso la civica scuola di jazz di Milano a dar vita a formazioni di allievi con le quali collaborò dal vivo e discograficamente.
Scompare a Milano, città nella quale era nato, il 18 ottobre 2021 all'età di 95 anni.
Il 2 novembre 2023 il suo nome viene iscritto nel famedio del cimitero monumentale di Milano.

### Televisione e pubblicità
Partecipò a numerose trasmissioni televisive, quale ospite ma anche conduttore, come Chitarra amore mio (1965), con Arnoldo Foà ed insieme al chitarrista Mario Gangi.
Fra il 1969 e il 1977 fu inoltre protagonista di un'originale e famosa pubblicità di detersivo, dove appariva immerso in una vasca d'acqua fino alle spalle, che gli diede un'immediata e duratura notorietà: per gli italiani era « l'uomo in ammollo », cosa che – ha dichiarato – gli pesò a lungo. Spiegò di esser stato coinvolto come attore perché in quegli anni collaborava con agenzie pubblicitarie come compositore di motivetti proprio per Carosello: fra i più noti e longevi quello per Moplen (con Gino Bramieri) e per la caffettiera Bialetti.

### "L'uomo in bemolle", film su Franco Cerri
Nel 2018 il regista e amico Nanni Zedda realizzò un docufilm sulla sua vita e sulle sue attività, intitolato L'uomo in bemolle, con un gioco di parole che richiama l'epiteto « l'uomo in ammollo » ricevuto per la réclame del detersivo, il film attraversa tutta la carriera del musicista, a partire dagli esordi in Rai fino alle ultime collaborazioni con artisti recentissimi. All'interno, interviste e filmati d'epoca, con testimonianze diversissime da George Benson a Ennio Morricone.

## Onorificenze
Honorary Award 2009 per la 3ª edizione degli Italian Jazz Awards.

## Discografia

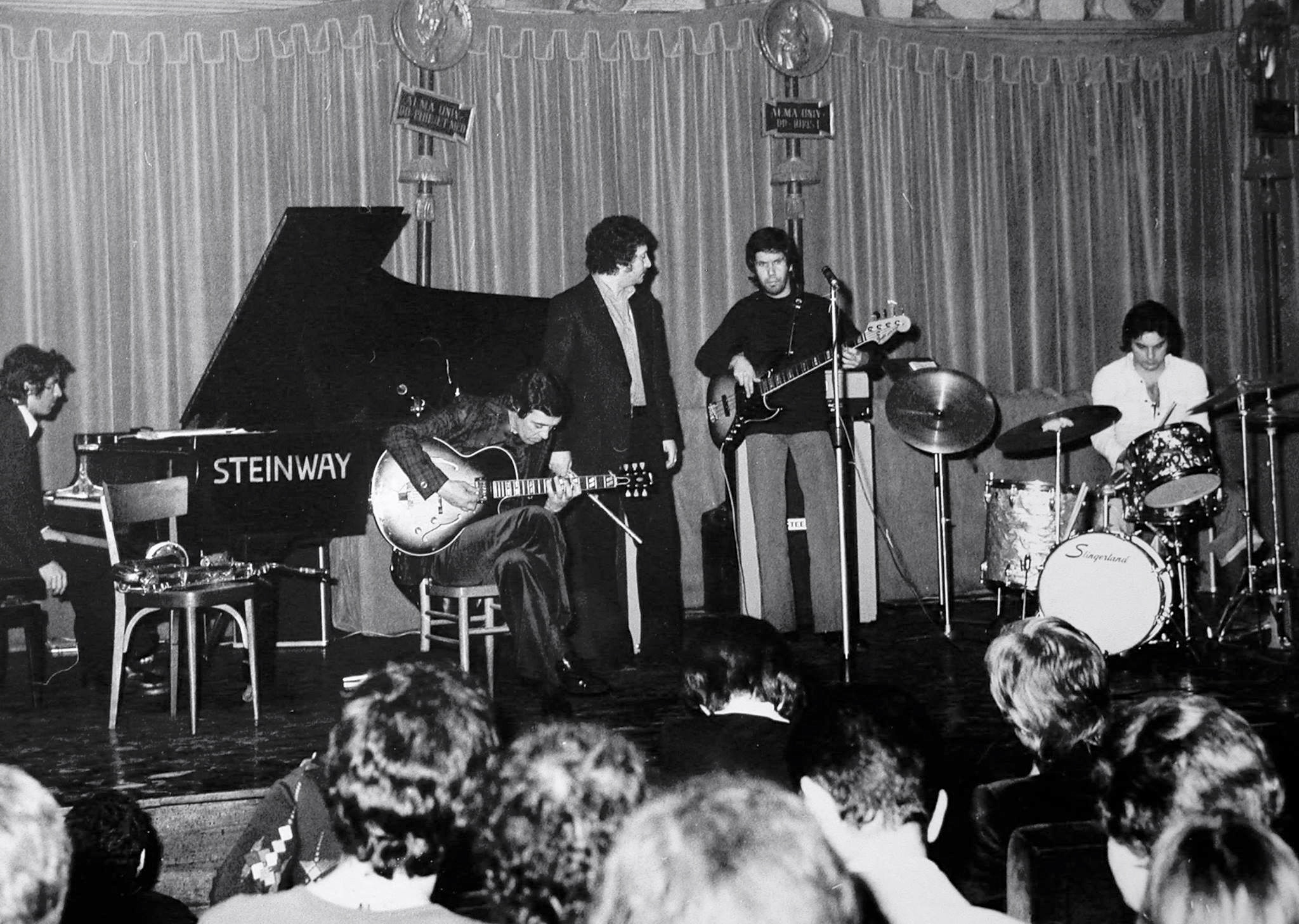
La formazione che collaborò con Franco Cerri alla realizzazione di Metti una sera Cerri, in concerto. (Da sx Nando De Luca, Franco Cerri, Giorgio Baiocco, Pino Presti, Tullio De Piscopo)

### Album in studio
- 1952 - The Franco Cerri Quintet
- 1958 - Jazzin' with Cerri
- 1959 - Franco Cerri and his European Jazz Stars
- 1960 - Franco Cerri Quartet
- 1960 - Franco Cerri Quartet and Choristers
- 1961 - Franco Cerri International Jazz Meeting
- 1963 - Bossa nova
- 1964 - Franco Cerri
- 1966 - 12 bacchette per una chitarra
- 1968 - La sera a casa con te
- 1970 - Franco Cerri Jazz
- 1973 - Metti una sera Cerri
- 1974 - From Cathetus to Cicero
- 1975 - A Limen
- 1975 - Querce platani e cerri
- 1976 - Nuages
- 1976 - Franco, Tony e Pompeo
- 1977 - Un suo modo di dire
- 1978 - Noi duero
- 1979 - Demoiselle
- 1981 - Omaggio a Bill Evans
- 1982 - Effetto Alfa
- 1984 - Franco Cerri Today!
- 1985 - From Milan to Frankfurt
- 1990 - Jazz in Italy
- 1990 - Di jazz in jazz
- 1993 - Cerri & Cerri
- 1995 - A Django, en souvenir de Milan
- 1997 - From Milan to Brussels
- 1998 - Images
- 1999 - Di Jazz in Cerri...di Cerri in Jazz
- 2000 - In punta di Cerri
- 2003 - From Cathetus to Cicero (riedizione in cd)
- 2004 - Ieri & oggi
- 2006 - Just Smile
- 2011 - Bossa with Strings
- 2012 - Cerrimedioatutto
- 2012 - Passavo di qui

Singoli
- 1961 - I magnifici sette/Pepe

### Partecipazioni
- 1955 - Songo Americano di Johnny Dorelli
- 1959 - Jula De Palma in Jazz n. 2 (Columbia, SEMQ 149; Jula de Palma con il trio di Franco Cerri)
- 1971 - Parabola di Roberto Vecchioni
- 1972 - Saldi di fine stagione di Roberto Vecchioni
- 1973 - L'uomo che si gioca il cielo a dadi di Roberto Vecchioni
- 1983 - Palla al centro di Bruno Lauzi
- 1986 - Back to Jazz di Bruno Lauzi
- 1990 - A briglia sciolta di Caterina Valente
- 2001 - Go man! di Nicola Arigliano
- 2005 - Four brothers con Antonio Onorato, Pietro Condorelli, Aldo Farias
- 2006 - Just Smile di Matteo Brancaleoni
- 2009 - Io ho in mente te degli Alti & Bassi
- 2010 - Bossa & Friends di Alvaro Belloni, con Giovanni Falzone, Rudy Migliardi, Attilio Zanchi e Riccardo Fioravanti.
- 2013 - Shirley Bunnie Foy (60th Anniversary) di Shirley Bunnie Foy

### Televisione
- 1962 - Abito da sera, regia Enzo Trapani[15]
- 1965 - Chitarra amore mio, condotto da Arnoldo Foà, regia di Raffaele Meloni
- 1967 - Sabato sera (duetto con Mina)
- 1971 - Fine serata da Franco Cerri, regia di Lino Procacci[16]
- 1975 - Musica in libertà, con Stefano Cerri e Renato Sellani, regia Enzo Trapani
- 1975 - Chitarra e fagotto
- 1976 - Jazzconcerto 1976
- 1978 - Quando i jazzisti si incontrano, con Gianni Basso, Oscar Valdambrini, Amedeo Tommasi, Henghel Gualdi, Dino Piana, Al Corvin[17]
- 1982 - Jazz primo amore 1982, regia Eugenio Giacobino[18]
- 1987 - Turno di notte

#### Partecipazione a Carosello
Partecipò inoltre a numerose edizioni della rubrica pubblicitaria televisiva Carosello, vuoi come musicista, vuoi come attore:
come musicista
- nel 1959 per la pasta Barilla; per i dolci della Elah; per il sapone Palmolive, con l'orchestra di Gianfranco Intra ed Enrico Rava, Gene Victory, Glauco Maestri, Enzo Jannacci;
- nel 1960 e 1961 per prodotti della Alemagna;
- nel 1962 per la Alemagna;
- negli anni dal 1963 al 1965 per i televisori e gli elettrodomestici della Philco, con Nino Manfredi, Franca Tamantini, Anna Campori, Cesare Gelli e Ugo Bologna;

come attore
- Nel 1969 subentrò a Jacques Stany nello sketch per il detersivo Bio Presto della Unilit, in cui si presentava immerso nell'acqua fino alle spalle, prima in una vasca di vetro, poi dietro un oblò per il prodotto da lavatrice.

## Varietà radiofonici Rai
- Ascoltate questa sera, con il complesso di Franco Cerri, trasmesso il 23 agosto 1955.